# Bái vật giáo hàng hóa

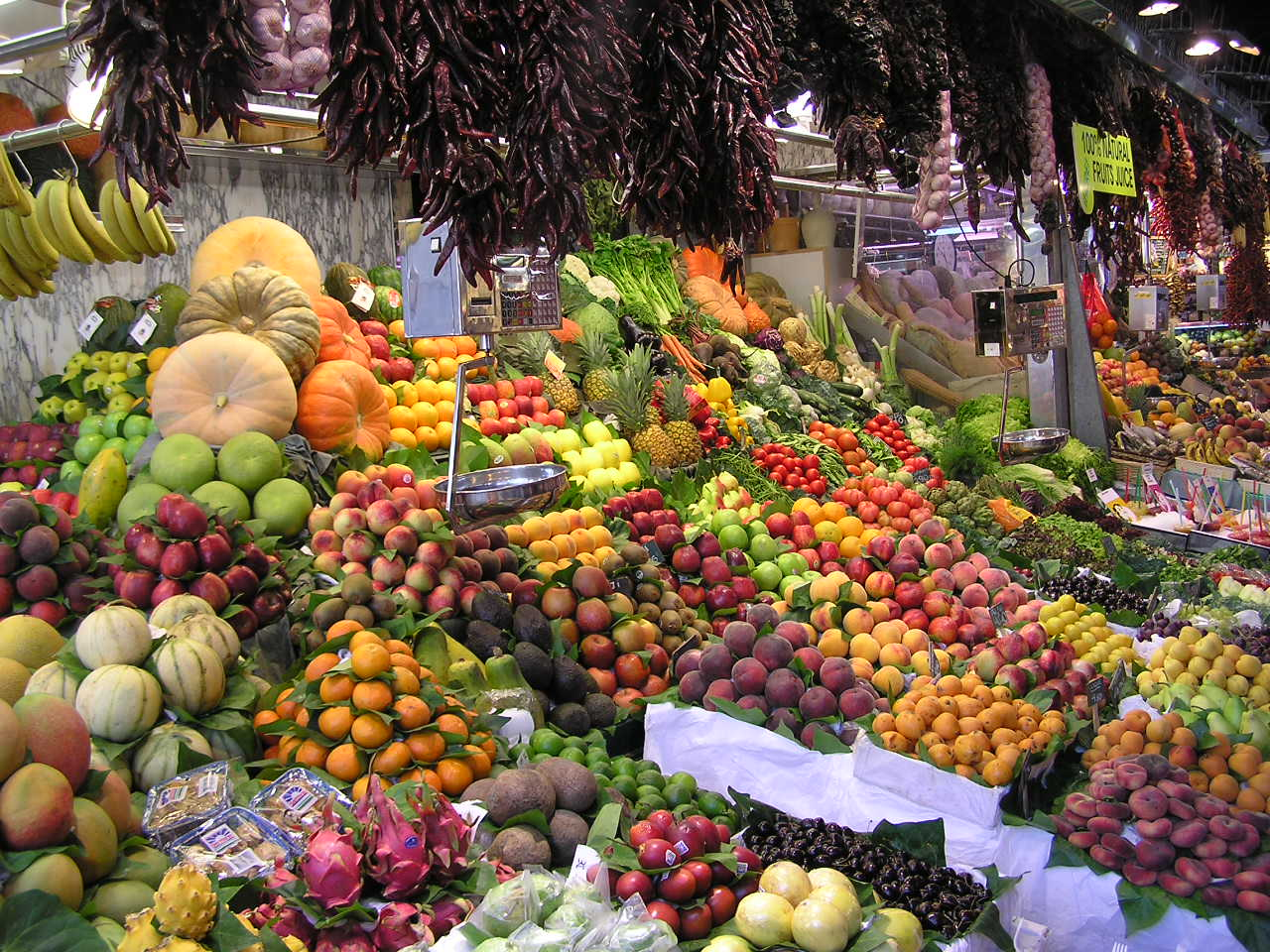
Sùng bái hàng hóa: người sản xuất và người tiêu thụ hàng hóa và dịch vụ nhìn nhận nhau như là tiền và mặt hàng mà họ trao đổi.

Trong triết học Marx, thuật ngữ sùng bái hàng hóa hay bái vật giáo hàng hoá mô tả quan hệ giữa sản xuất và trao đổi như là quan hệ xã hội giữa vật với vật (tiền và mặt hàng) chứ không phải giữa người với người. Trong vai trò đồ vật hóa, sự sùng bái hàng hóa biểu thị lượng giá trị như là đặc điểm cố hữu của hàng hóa, chứ không phải phát sinh từ quan hệ giữa các cá nhân sản xuất hàng hóa ấy, như lực lượng lao động chẳng hạn. Sự sùng bái hàng hóa được đề cập ở chương thứ nhất trong Tư bản (1867), theo đó Marx giải thích rằng tổ chức xã hội của lao động được điều tiết thông qua sự trao đổi trên thị trường, sự mua bán hàng hóa và dịch vụ; do vậy, quan hệ xã hội tư bản giữa người với người — ai làm ra gì, ai làm việc cho ai, thời gian sản xuất của một mặt hàng, v.v. — là quan hệ xã hội giữa các khách thể.
Trên thị trường, hàng hóa hiện thân ở dạng mất đi nhân cách, như thể một hình mẫu biệt lập của nó, điều mà che khuất đi mối quan hệ xã hội của quá trình sản xuất tư bản chủ nghĩa.